# 吴晓明 (1954年)
吴晓明（1954年6月—），男，汉族，安徽合肥人，中国药学家，曾任中国药科大学校长、教授、博士生导师，中国药学会副理事长。